# Sylvia Karres
Sylvia Karres, född den 8 november 1976 i Leiderdorp, Nederländerna, är en nederländsk landhockeyspelare.
Hon tog OS-silver i damernas landhockeyturnering i samband med de olympiska landhockeytävlingarna 2004 i Aten.